# Проект «Альф»
«Проект „Альф“» (англ. Project: ALF) — кинокомедия, снятая Диком Лоури (англ. Dick Lowry). Это сиквел к финальному эпизоду «Считайте меня пропавшим» (1990) телевизионного сериала «Альф». Фильм транслировался в США на канале ABC. Вышел на DVD в 2005 году. В России был выпущен на VHS студией «Союз-видео». Мужские роли в фильме озвучивал Александр Клюквин, женские — Марина Бакина.

## Сюжет
Гордон Шамуэй — эксцентричный инопланетянин с далекой планеты Мелмак, взорвавшейся по неясным причинам в 1985 году по земному летоисчислению. Проведя в космосе почти год, его космический корабль врезался в гараж семьи Таннеров, где он и прожил около 4 лет. Когда его друзья-мелмакианцы хотели забрать его с Земли, Гордон был захвачен в плен Военно-Воздушными силами США и доставлен на Базу ВВС «Эдвардс», а Таннеры переехали в Исландию (ранее в Мозамбик) по Программе защиты свидетелей. С тех пор он является ключевой частью правительственной программы под именем «Проект „Альф“» (по имени, данному ему Вилли Таннером, которое заменило ему его настоящее имя). На нём ставятся разные опыты, его всячески испытывают на центрифуге и краш-тестах. Во время одного из таких тестов (испытание электрошоком) умирает один из учёных, доктор Уорнер, пытавшийся снять с оборудования наклейку «Опасно: Высокое напряжение», чтобы оно не пугало Альфа, однако сам получает заряд электричества.
Так проходит 6 лет. Хотя Альф находится в неволе, его предпринимательский талант и высокие познания в земной культуре позволили ему создать себе условия подпольного короля, промышляющего контрабандой, игорным бизнесом и букмекерскими ставками. Поставленные его охранять сержанты Ромбойл и Мерфи стали его адъютантами и главными агентами между ним и «внешним миром». Альф живёт припеваючи и почти не вспоминает о той жизни, когда при любом стуке в дверь его посылали спрятаться на кухню.
По инициативе командира базы и Начальника Космической Безопасности полковник Гилберта Милфойла (Мартин Шин), стремящегося покончить с Альфом как с внеземной угрозой, созывается Комитет Правительства во главе с главой Управления Воздушных Сил Пентагона генералом Майроном Стоуном, состоящий из представителей Сената США, ЦРУ и Пентагона. В оппозицию против плана Милфойла встают майор Меллиса Хил (Дженсен Даггетт), медицинский психолог, и капитан Рик Малликан (Уильям О’Лири), научный консультант. Посмотрев записи об опытах и послушав мнения обеих сторон, Комитет принимает относительно нейтральную позицию, запретив всякие эксперименты над Альфом, но и не позволив какие-либо контакты вне базы, как на Земле, так и в космосе. После Милфойл разговаривает со своим адъютантом, младшим лейтенантом Гарольдом Ризом (Скотт Майкл Кэмпбелл), рассказывая про своё прошлое. Когда ему было 12 лет, его мать якобы похитили пришельцы и довели её до безумия своими опытами, из-за чего её отправили в лечебницу, где она покончила с собой, оставив записку, полную странных символов (Милфойл считает, что они соответствуют рисункам в Перу и символам в летающей тарелке в Зоне 51). Понимая, что через Комитет своих целей он не добьётся, Милфойл через подпись Риза собирается добыть сыворотку из лаборатории био-оружия, чтобы убить ею Альфа. Эта «победа над злом», по его мнению, позволит ему стать президентом.
В это время Мелисса приходит в лабораторию к Рику, который к ней давно неровно дышит, и показывает документы о её переводе с Базы «Эдвардс». В этот момент приходит курьер с заявкой от Риза на вакцину из отдела био-оружия, и оба учёных понимают, что Милфойл решил идти в обход Комитета. Позвонив на пост охраны камеры Альфа, Мерфи говорит, что вместо педикюра назначено медицинское обследование. Понимая, что следующий день для Альфа станет последним в жизни, Рик и Мелисса решаются на похищение Альфа с базы. Отвлекая Мерфи, ждущего для своего «босса» пиццу, учёные проникают в комнату Альфа. Капризный и изнеженный инопланетянин не торопится покидать обжитое место, и тогда Рик вводит ему укол снотворного и кладёт в почтовый мешок. Вынеся его в военный микроавтобус, Мелисса собирается лично переправить Альфа в «безопасное место», думая не впутывать Рика в грядущие события, но он оставляет субординацию и, как мужчина, сам приказывает сесть в машину, беря всю ответственность на себя. У самого КПП Альф просыпается и собирается кричать «Караул!», но Рик неплохо подражает его голосу, и никто ничего не замечает (тот же фокус Рик проделал в комнате Альфа, когда Ромбойл принёс пиццу).
Спустя несколько часов езды, Рик и Альф начинают задаваться вопросом «куда мы едем». Мелисса говорит, что старый друг её отца Декстер Мойерс (Мигель Феррер), бывший учёный НАСА, которого дискредитировало правительство за попытку разглашения информации об НЛО, согласился дать им убежище в своём доме на границе Аризоны и Нью-Мексико. Путь неблизкий, и потому беглецы решают остановиться в небольшом мотеле. Альф крайне обижен на учёных за то, что его увезли от «друзей», и что в номера не подают обед. Рик отправляется в ближайший продуктовый магазин. Время уже 3 часа утра, а Альф не спит, смотрит телевизор, не давая Рику и Мелиссе поспать. Когда Альф начал прыгать по постели, находящийся в соседнем номере водитель дальнобойщик приходит разобраться с шумом. Альфа ссылают в ванную, от чего он чувствует ностальгию, а Рик и Мелисса заставляют соседа считать, что это были отнюдь не прыжки. Воспользовавшись ситуацией, Альф сбегает.
Так как инопланетянин не может спокойно расхаживать по улице, Альф приходит к менеджеру мотеля (Рэй Уолстон), которому кажется, что к нему пришла росомаха из Флориды. Альф просит у менеджера пальто, шляпу и четвертак. Надёжно скрывшись от посторонних глаз, Альф звонит на базу с телефонного автомата, говоря Мерфи, что его похитили Рик и Мелисса, и чтобы тот ждал сообщения в Интернете и переслал ему его сбережения. Напоследок Альф видит вывеску бара с названием «Китти-Кэт» и решает, что там подают кошек (главное лакомство на Мелмаке). Бар оказывается стриптиз-клубом, и кошек там точно не подают. Альф пугает официантку и охранника, но подоспевший Рик, одетый в военную форму, быстро успокаивает их, говоря, что они актёры Марди-Гра. По поводу пальто и шляпы менеджер вызывает полицию, но найденные у кресла бутылки из-под джина и рассказ про «росомаху из Флориды» даёт полицейским основание полагать, что у менеджера просто белая горячка.
В номере Альф признаётся в звонке на базу, что означает скорое появление военных. Рик и Мелисса принимают решение поменять одежду и машину, на что дают Альфу, как инициатору идеи, 5 минут. Альф возвращается к менеджеру, вернув одолженные пальто, шляпу и четвертак. Представившись агентом Правительства, он отдаёт ключи от микроавтобуса, обещая в обмен сотню компакт-дисков и контейнер синих армейских носков, если менеджер отдаст ему свою машину. Это оказывается розовый Cadillac Eldorado, на котором беглецы продолжают свой путь.
Тем временем Милфойл, узнавший о побеге, приходит в камеру Альфа и удивляется, что вся база, даже Риз, за его спиной пользовались услугами «Корпорации Альфа». Он лично возглавляет поисковую группу и в течение дня добирается до мотеля, где арестовывает менеджера, пытавшегося перекрасить микроавтобус, но на этом след Альфа обрывается.
Добравшись до дома Мойерса, Мелисса удивляется гостеприимству хозяина, его способностью в одиночку вести домашнее хозяйство и даже созданному им роботу-стюарду Рокету с достаточно своеобразным взглядом на вещи (создавая матрицу поведения, Мойерс взял за основу характер бывшей жены). Когда Мойерс впервые видит Альфа, то сразу теряет дар речи из-за того, что, наконец, увидел настоящего инопланетянина, сам Альф очарован ассистенткой Мойерса Ниной (Лиз Коук), а Рокет становится достойной заменой Робойлта и Мерфи. Во время ужина Рик, до конца не доверяющий Декстеру, расспрашивает его об увольнении из НАСА и участии в громком «Деле Лобо», касающегося продажи правительственных секретов третьим лицам. Рик так и не получил поддержки ни со стороны Мелиссы, ни, тем более, Альфа. Декстер Мойерс рассказывает, что, узнав от Мелиссы про Альфа и план Милфойла, принял решение открыть существование мелмакианца миру через «Шоу Найджела Невила», соединившись со студией в Лондоне через спутник.
Ночью Альф приходит к Рику, чтобы тот помог ему с сообщением для Мерфи через Интернет. Включив компьютер, Рик внезапно замечает файл с названием «Операция: Расплата», полный имён и цифр, как-то связанных с Альфом. Пришедший Мойерс выключает файл и говорит, что при включении компьютера одновременно ведётся видеонаблюдение за комнатой. Теперь сообщением Альфа занимается Мойерс, а Рик идёт в комнату Мелиссы и делится своими подозрениями с ней.
Наутро Рик уезжает. Мойерс и его люди усиленно ищут его, и одновременно все, кроме Альфа, волнуются по поводу грядущего эфира. Когда Мелисса спрашивает Мойерса про «Операцию Расплата», «хороший парень Декс» показывает себя настоящего. На самом деле Декстер Мойерс, обиженный правительством за то, что его не восприняли всерьёз по поводу НЛО над Ютой, стал «торговцем информации». Когда весть об Альфе дошла до него, он решил устроить аукцион, чтобы убить двух зайцев: отомстить США за то, что его «забраковали», и одновременно получить солидную сумму, благодаря которой он навсегда покинет Штаты, оставив их в хаосе после скандала с пришельцем. Мелисса наотрез отказывается участвовать в «Расплате», после чего её запирают в комнате.
Разгорячённые исчезновением Рика и пленением Мелиссы, Мойерс и его люди начинают терять свой шарм в глазах Альфа, и в то время, когда прямой эфир начинается, инопланетянин запирается в туалете. Параллельно с этим Рик звонит на базу своему другу-учёному и просит узнать для него всё, что есть на «Дело Лобо». Он понимает, что звонки прослушиваются, и намеренно хочет приманить Милфойла, намекая на Мойерса. Когда полковник и капитан встречаются, Милфойл угрожает Рику тюрьмой, а тот предлагает сделку: Рик сдаёт военным Мойерса, а те не трогают Мелиссу и Альфа.
В самый разгар шоу военные врываются в дом Декстера, арестовывая всех находящихся там. Найджел Невил, посчитавший обрыв спутниковой связи за подтверждение теории, что интервью с Мойерсом не более чем «отчаянная попытка уфолога заявить о себе», выставляет опального учёного НАСА на посмешище. Милфойл, естественно, нарушает договор и хочет воспользоваться ситуацией в свою пользу — уничтожить инопланетянина-беглеца и избавиться от оппозиционеров. Рик, вспомнив про видеокамеры, включает компьютер и под запись камеры показывает Милфойлу ту самую бумагу-заявку на яд для Альфа. Милфойл признаётся в том, что использовал Риза только как «козла отпущения», пообещав за подпись повышение в звании.
На Базе «Эдвардс» бывшая комната Альфа теперь точно воссоздаёт тюремную камеру, где он привязан к стулу, а вокруг готовые стрелять в него солдаты. Милфойл приходит позлорадствовать над тем положением Альфа в заключении, искренне считая, что это инопланетянин помутил рассудок Хилл и Малуганна, и что такие, как Альф, довели его мать до психушки и самоубийства. Теперь Комитет подтвердит, что Альф — это угроза, а его смерть станет посланием для всякой внеземной жизни, что соваться на Землю не следует. Альф, понимая, что ситуация хуже некуда, принимает свою участь, но считает, что полковник просто псих-ксенофоб, перечитавший Рона Хаббарда.
Глава Комитета Стоун приходит поздравить Мойерса с блестящей операцией по поимке инопланетянина, а сам полковник теперь больше интересуется президентскими выборами. В кабинет приходит Риз с кассетой в руках. С позволения генерала он включает запись, на которой признание Милфойла в доме Мойерса. Для Стоуна становится понятно, что Хилл и Малуганн действовали для защиты Альфа, а не были им загипнотизированы. Эта кассета ставит крест как на военной карьере полковника, так и на его мечтах о президентстве.
Следующее заседание Комитета по «Проекту: „Альф“» происходит с объявлением «хороших» новостей: Риз получает долгожданное повышение, как и Рик с Мелиссой (по краткому разговору понятно, что они начали встречаться). Альф становится полноправным послом всех инопланетян на Земле, а робот Мойерса Рокет стал его главным ассистентом, хоть и выполняет старые функции стюарда.

## В ролях
| Актёр                | Роль                      |
| -------------------- | ------------------------- |
| Пол Фаско            | озвучка Альф              |
| Мигель Феррер        | Декстер Мойерс            |
| Мартин Шин           | полковник Гилберт Милфойл |
| Уильям О’Лири        | капитан Рик Мулликан      |
| Дженсен Даггетт      | майор Мелисса Хилл        |
| Скотт Майкл Кэмпбелл | лейтенант Гарольд Риз     |
| Беверли Арчер        | доктор Карнейдж           |
| Чарльз Робинсон      | доктор Стэнли             |
| Джон Шак             | генерал Майлон Стоун      |
| Грегори Алан Уильямс | полицейский               |
| Лиз Коук             | Нина                      |
| Делл Йонт            | доктор Мактон             |
| Эд Бегли-младший     | доктор Уорнер             |